# 日産ディーゼル・スペースランナーRP
スペースランナーRP（SPACERUNNER RP）は、日産ディーゼル工業（現「UDトラックス」）がかつて販売していた9m大型バスである。路線仕様車は特に愛称は設けられていなかったが、社内のブランド統一に伴い、2005年からスペースランナーRPの愛称が与えられ、9m大型路線バスとしては日本のバスメーカー大手4社においては最後まで販売していた。
本項目ではかつて販売されていた9m大型観光バスのスペースアローRPやスペースアローA ショートタイプについても記載する。

## 概要
| U-RP210GANの運転席（6速フロアシフト仕様） |  | U-RP210GANの車内 |
| U-RP210GANの運転席（6速フロアシフト仕様） |  | U-RP210GANの車内 |

日産ディーゼルは1973年の4R82型製造終了後以降、9m大型バスを製造していなかったが、同社製バスを多く使う関東バスからの要請で、1986年に再び路線バスの製造を再開した。しかしながら、どの車種をとっても生産台数が少なく、近年では発注があってから国土交通省の型式認定を受ける場合もある。新長期規制に完全に適合した2007年9月以降は発売されていない。
一方の9m観光バスは路線と同じシャーシーのRP系で、1991年に参入している。こちらも生産台数が少なく、2005年に生産中止となった。その後観光RP系の後継として、2008年より2010年まで三菱ふそうからのOEM供給でAM系が発売されていた。
車体は富士重工業で架装されていたが、2003年の同社の撤退に伴いそれ以後は西日本車体工業で架装され、最終的には三菱ふそうバス製造で架装されていた。(#車体を参照)
9m大型バスであるが、日産ディーゼルでは中型バスとして扱っていた。エンジンは中型長尺車のJPと同じエンジンを搭載する。

## 沿革

### P-RP80系

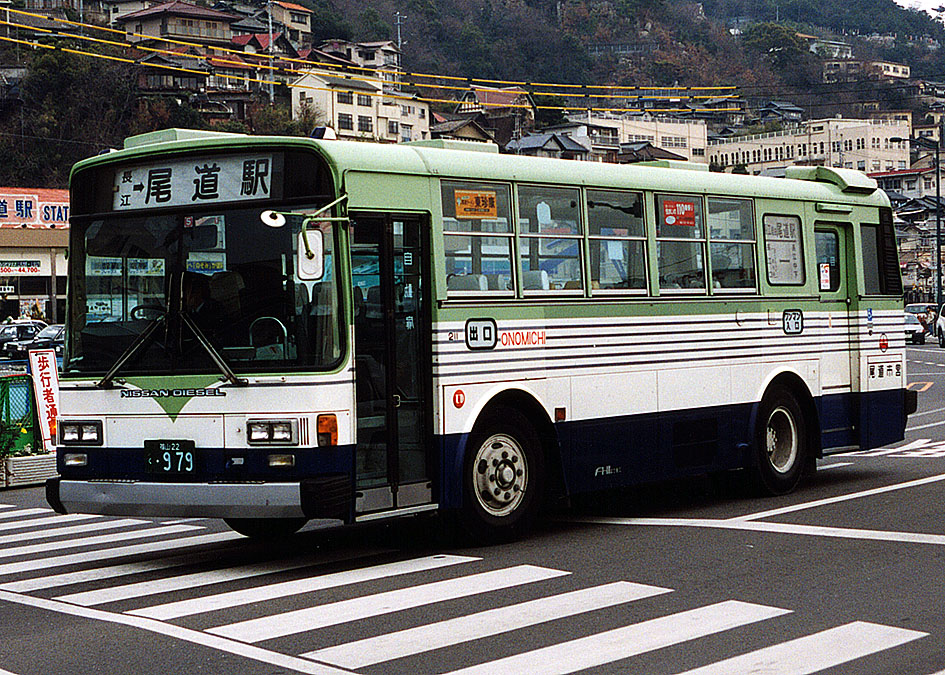
P-RP80G 尾道市交通局

1986年にP-RP80G型が製造開始される。エンジンはFE6型（180PS）である。ただし製造台数は少なく、50台以下といわれる。P-RP80G型は1990年まで製造された。

### U-RP210系
1991年に平成元年排出ガス規制適合に合わせて、U-RP210GAN型が製造開始される。P-RP80G型はリーフサスのみの設定であったが、U-RP210GAN型はエアサス、ターボ付きエンジンのみ型式認定となり、リーフサス、NAエンジンは改造型式となる。エンジンは標準がターボ付きのFE6T型（205ps）で、改造扱いのNAエンジンがFE6型（185ps）となる。
他車種に比べ、排ガス規制適合が1年遅れたが、これは日産ディーゼルにとって9m大型バスは基幹車種ではないためだと言われており、実際導入例も少ない。

### KC-RP211/KC-RP250系
1995年に平成6年排出ガス規制に合わせて、KC-RP211GSN、KC-RP250GANが製造開始される。エンジンはターボ付きのFE6TA（235ps）と、NAエンジンのFE6E（205ps）の2種類で、いずれも型式認定を得ている。またサスペンションもエアサス、リーフサスの双方が設定されている。
型式は、NAエンジン-リーフサスがKC-RP211GSN、NAエンジン-エアサスがKC-RP211GAN、ターボエンジン-エアサスがKC-RP250GANとなる。なお製造台数が少なかったため、ターボエンジン-リーフサスという組み合わせは製造されていないと思われる。

### KL-RP252系

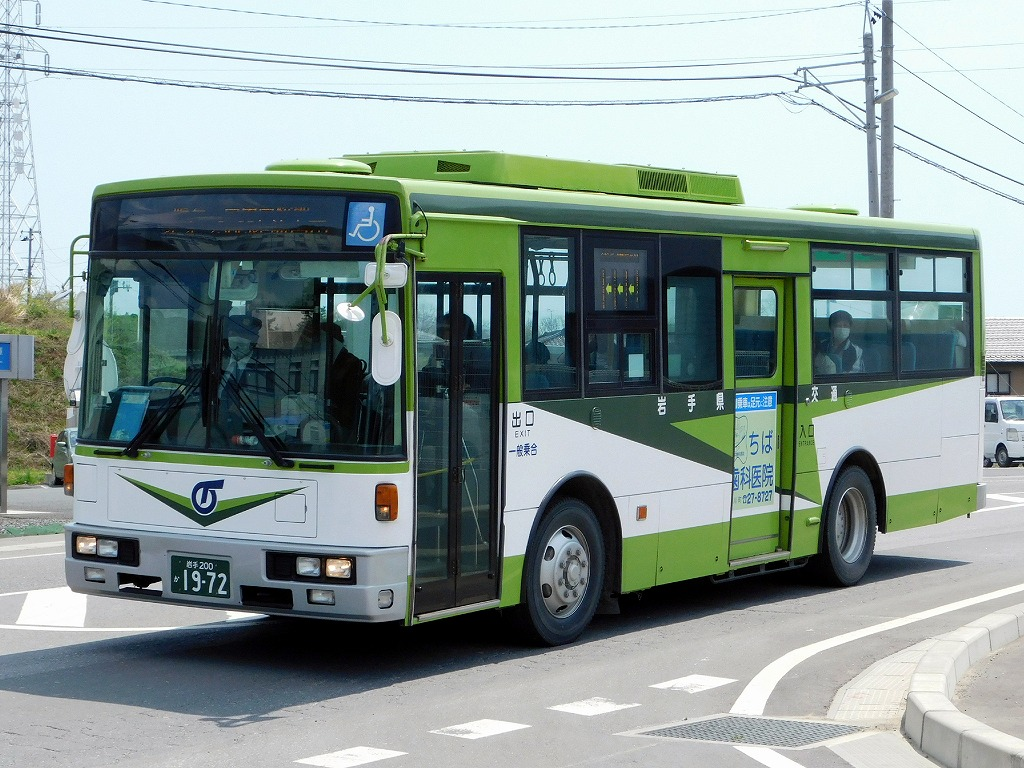
日産ディーゼルKL-RP252GAN 岩手県交通

2000年に平成11年排出ガス規制に合わせて、KL-RP252GAN型が製造開始された。エンジンは再びターボ付きのFE6TA型（240ps）に統一され、サスペンションもエアサスのみとなった。路線バスとしての製造はごくわずかと思われる。またほとんど全ての車両がワンステップで製造・納入されている。発売途中に富士重工が架装事業から撤退したことから、富士重工車・西日本車体工業車がどちらも存在する。

### PK-RP360系
2006年に2004年8月の新短期規制に合わせて、PK-RP360GAN型が製造開始された。エンジンはこの規制に合わせて日野自動車からのOEMに切り替え、同じ日産ディーゼルのスペースランナーJP・スペースランナーRM、日野レインボーHRなどと同型のJ07E-TC型（225ps）となった。またこの車種から、日産ディーゼルのほかの車種同様、灯火規制適合のためにリヤコンビネーションランプが縦長のものに変更になった。全てが西日本車体工業で架装された。
製造時期が遅くなったのは、事業者からの注文が少なく、注文があった時点で型式認定を得たためと思われる。この型式の試作車はその後江ノ電バスに導入された。排出ガス規制のため2007年8月までの販売であったが、全部でワンステップバスのみ、25台前後の製造である。

## 9m観光バス
日産ディーゼルは他社に遅れて1991年に9m大型観光バス市場に参入した。
車体は富士重工業・西日本車体工業・三菱ふそうバス製造の3種類が世代や選択等により存在した。

### スペースアローRP

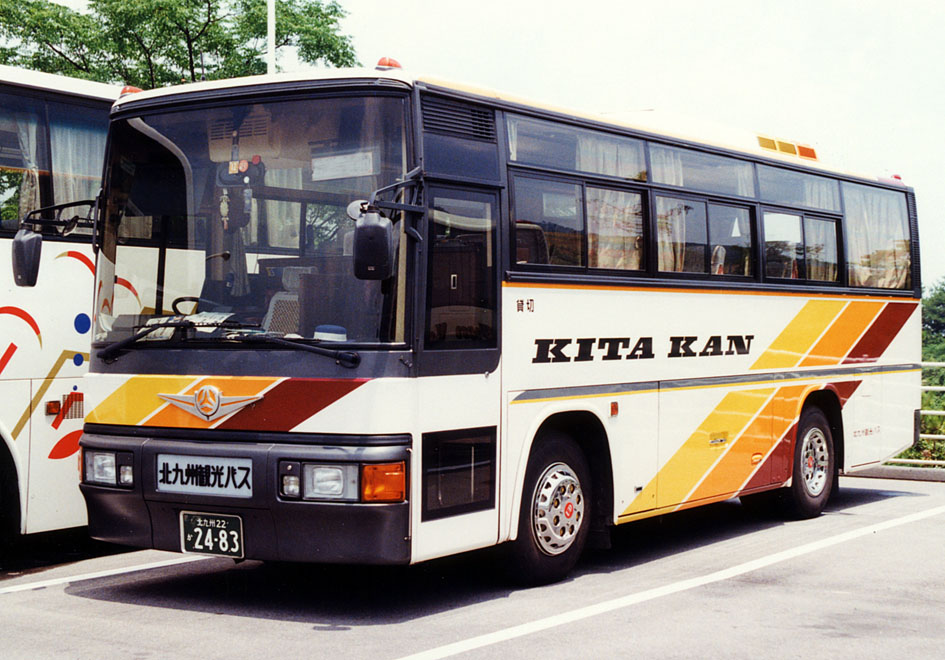
U-RP210FBN 北九州観光バス
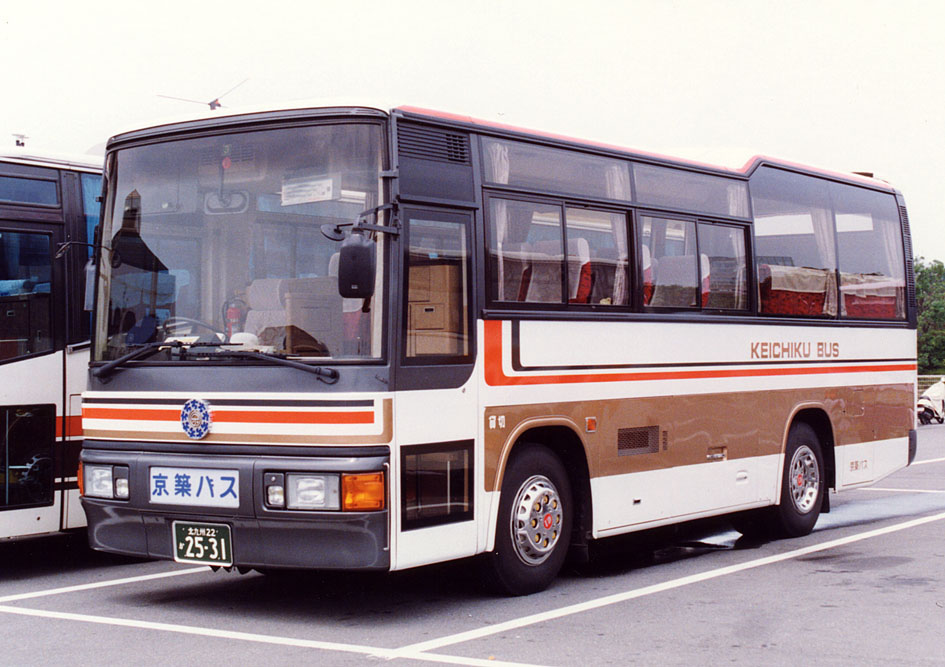
U-RP210FBN 京築交通
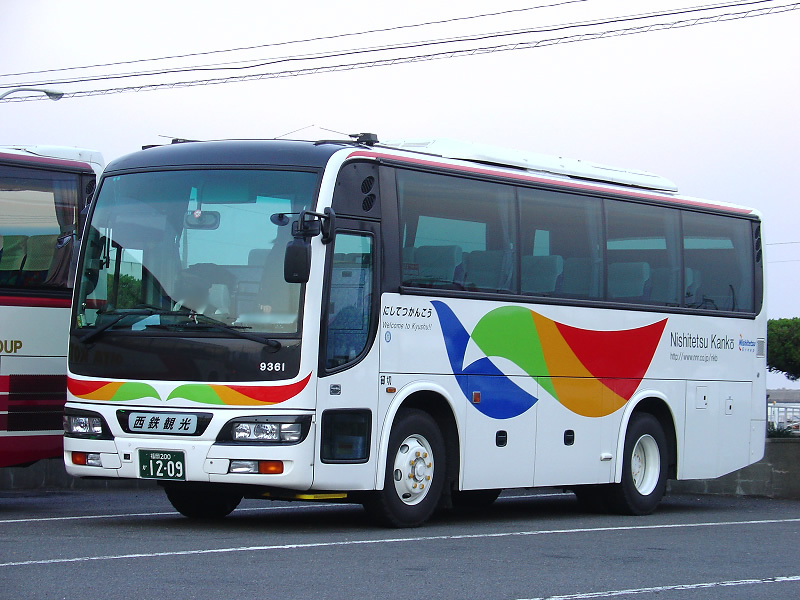
KL-RP252FBN 西鉄観光バス

スペースアローRPは、1991年に発売を開始した9m大型観光バスである。ボディはFHIまたはNSK。
当初の型式はU-RP210FBN型で、エンジンはインタークーラーターボ付きのFE6TA型（235ps）である。
1995年に排ガス規制対応が行われKC-RP250FBN型となる。エンジンはFE6TAの改良型で出力アップしたFE6TB型（260ps）である。
2000年にはKL-RP252FBN型となり、エンジンは改良によりさらに出力をアップしたFE6TB型（270ps）である。
なお、2005年に生産中止となり、後継のスペースアローA ショートタイプの登場まで3年間は大型9m観光バスは販売されていなかった。
- 富士重工ボディ

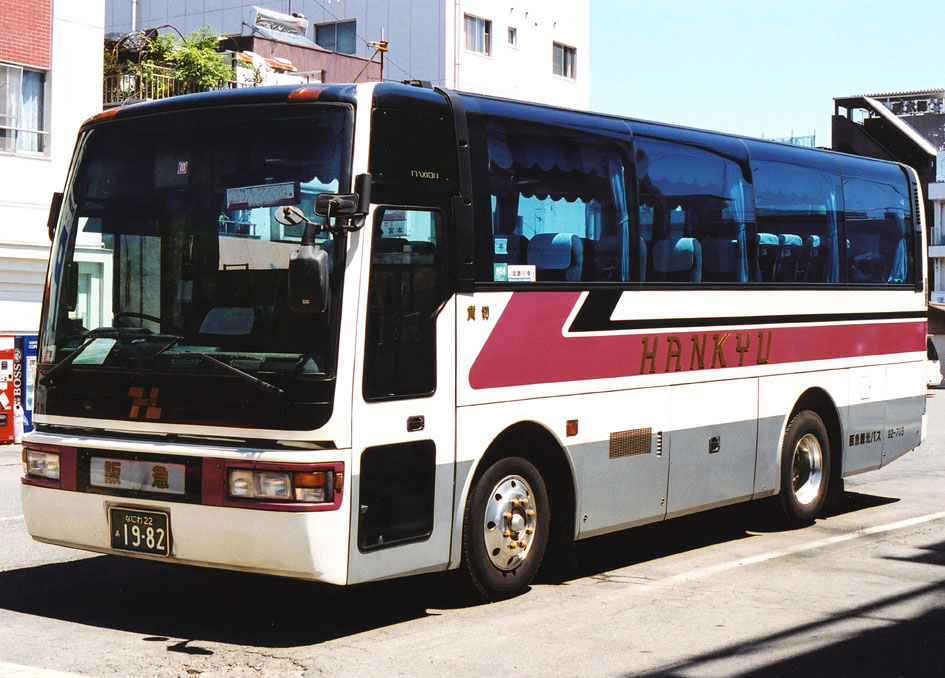
U-RP210FBN 阪急観光バス
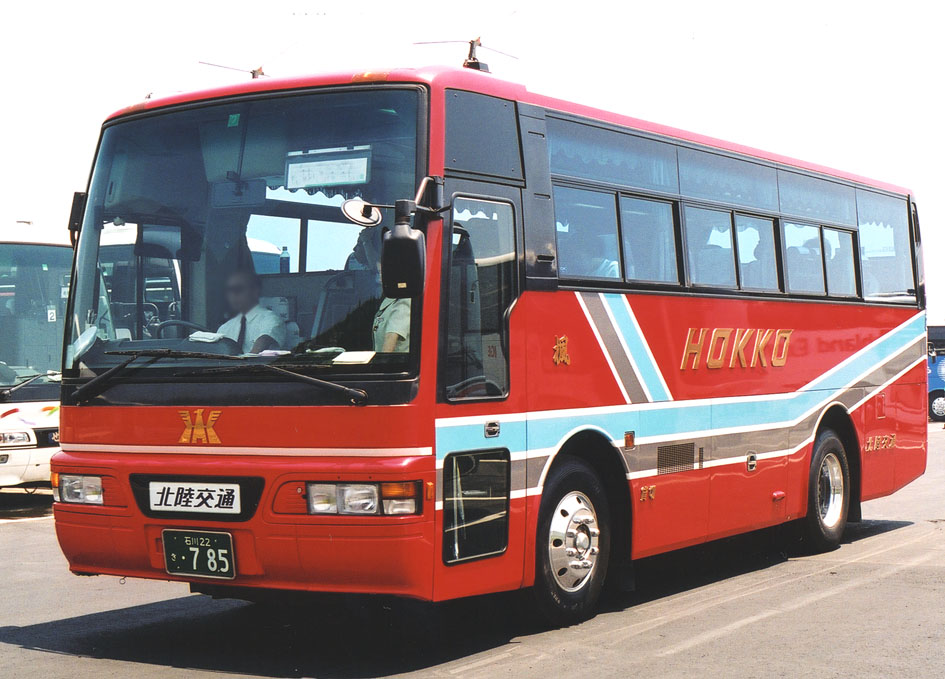
KC-RP250FBN 北陸交通
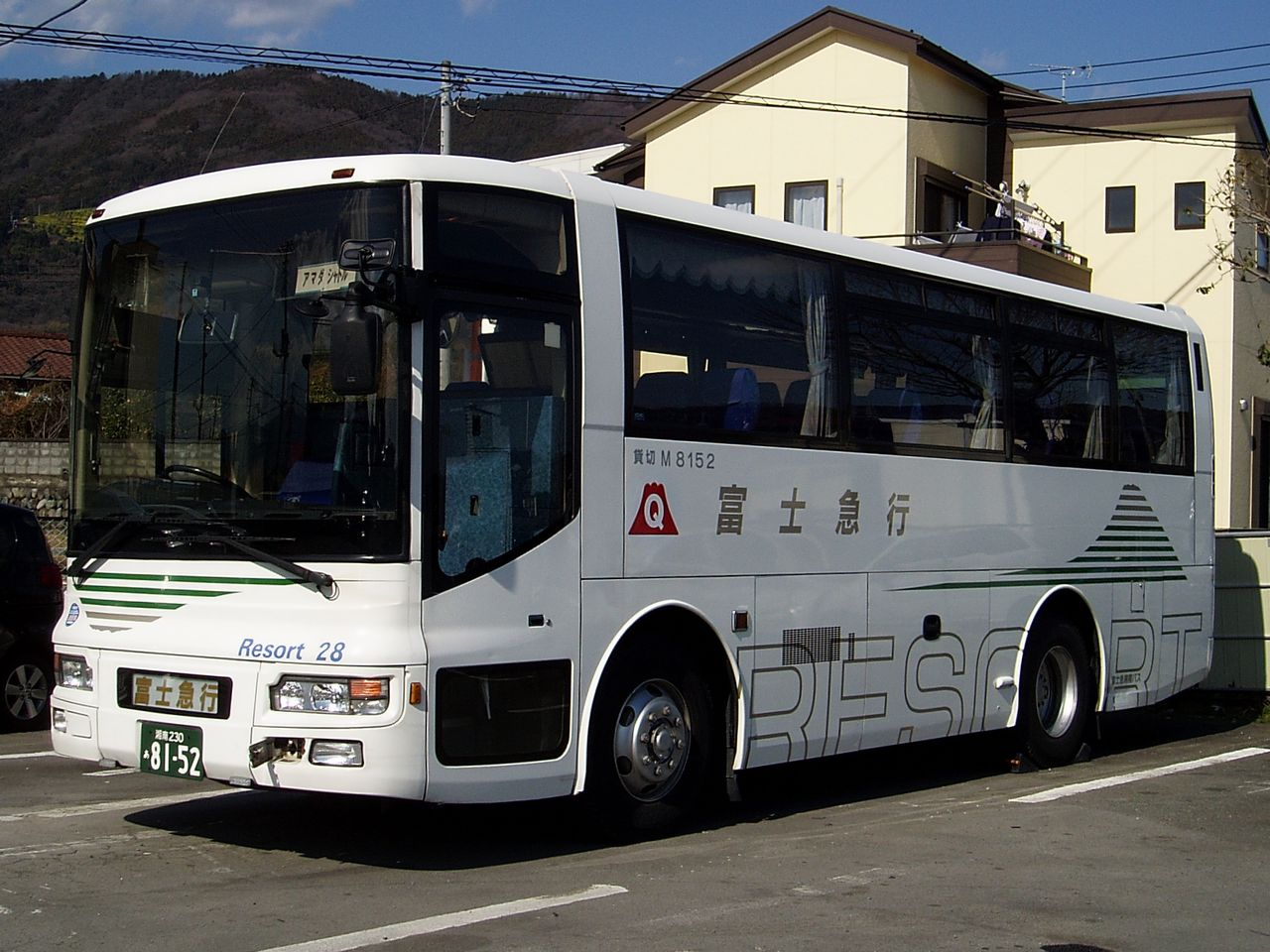
KL-RP252FBN 富士急湘南バス

- 西工ボディ

- U-RP210FBN
北九州観光バス
- U-RP210FBN
京築交通
- KL-RP252FBN
西鉄観光バス

### スペースアローA ショートタイプ

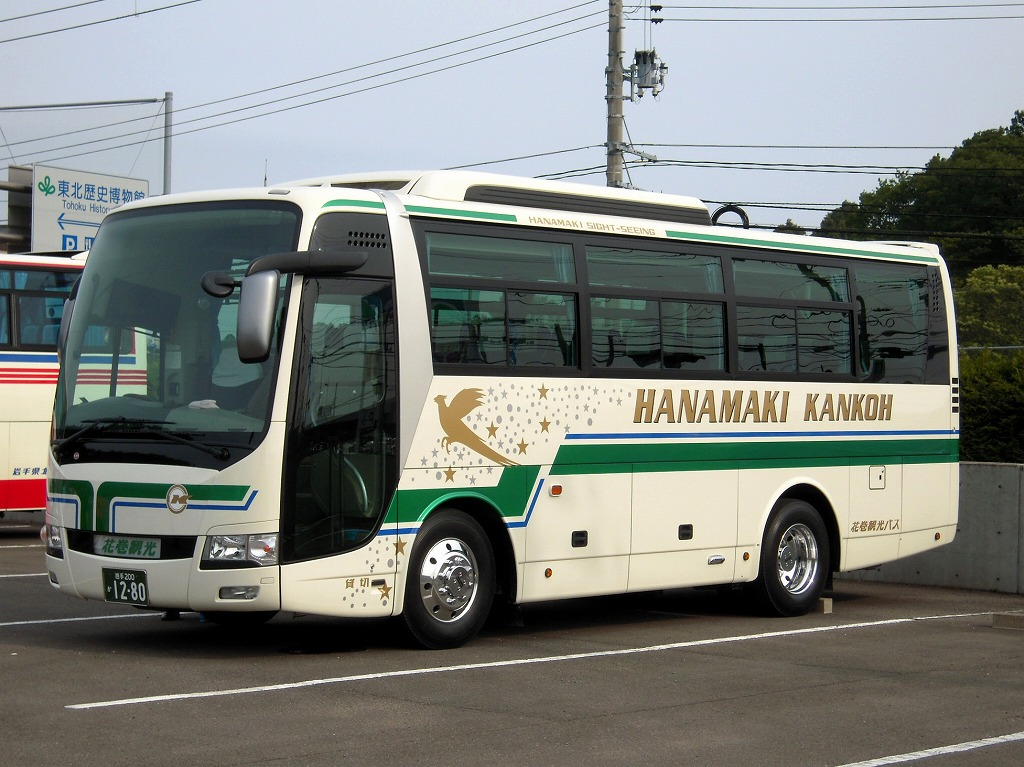
スペースアローA ショートタイプ
PDG-AM96FH
花巻観光バス

スペースアローA ショートタイプは、9m大型観光バスの三菱ふそう・エアロエース ショートタイプMMのOEM供給車で、型式はAM系のPDG-AM96FHである。ボディは三菱ふそうの純正であるMFBM。
2008年3月26日に発売された、同社では3年ぶりの投入となった大型9m観光バスである。エンジン含めシャーシは三菱ふそう製となっている。
スペースアローA・スペースウィングAは三菱ふそう製エンジンであるものの日産ディーゼルから技術供与を受けた尿素SCRを採用しているのに対し、こちらは再生制御式DPFを採用している。日産ディーゼルが販売しているバスでDPFを採用したのは当型式とスペースランナーJP/RM（双方共三菱ふそう・エアロミディ-SとしてOEM供給していた）のみ。

## 車体
路線ボディは、2002年以前は富士重工車体のみの設定であったが、同社のバス製造終了に伴い、それ以後は西日本車体工業で製造されていた。
富士重工車体の場合、P-RP80G型がリベットレスモノコックボディの5E型、U-RP210GAN型とKC-RP211GSN型、KC-RP250GAN型がモデルチェンジされた7E型、KL-RP252GAN型が軽量化された新7E型を架装している。
9m観光バスは富士重工と西日本車体工業の両方の車体が設定されていたが、西工製は当初西鉄グループのみの導入であった。なお、富士重工の9m観光バスはそれまでいすゞLV系を主に架装していたが、RP系も同じ車体を架装した。のちの富士重工のバス製造終了に伴い、西日本車体工業製に一本化されていた。
最終的に製造されていたスペースアローA ショートタイプの車体は三菱ふそうバス製造製。

## ユーザー

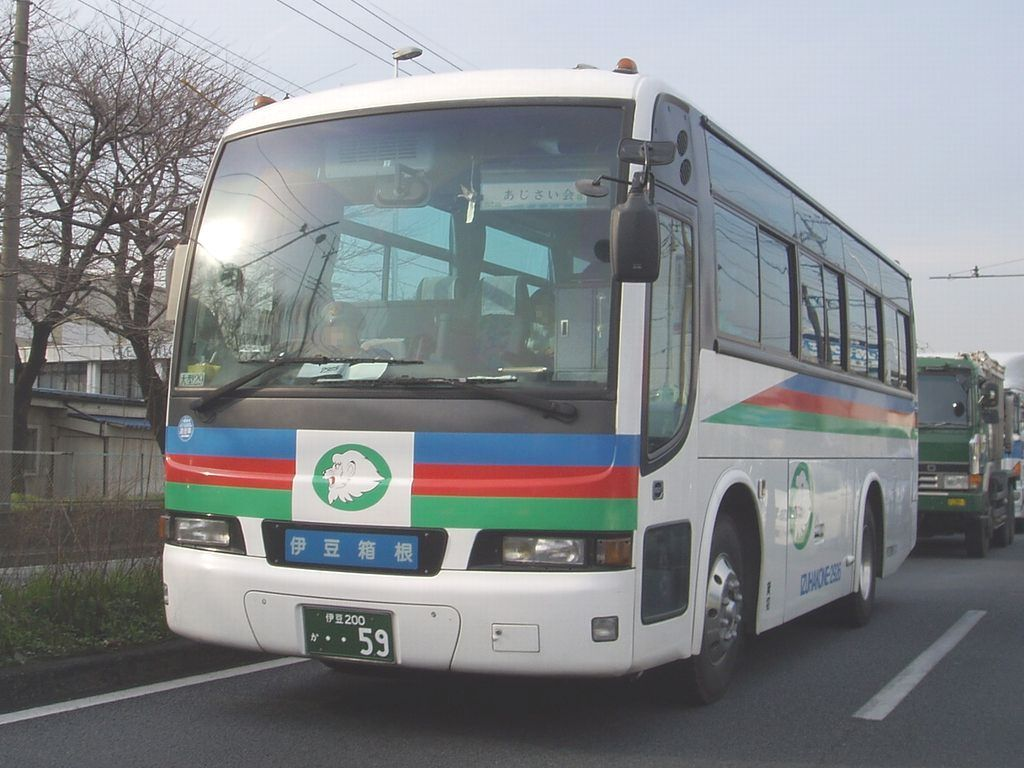
2000年以前に西日本車体を架装した例（1998年式） 伊豆箱根バス

過去、9m大型路線バスはいすゞが強く、それ以外のメーカーのシェアは低かった。
そのため路線用車両としてRP系を導入したユーザーは極めて少なく、ごく一部に限られる。KL-適用車の導入先は北海道中央バス・江ノ電バスなど。
2005年途中からいすゞが排ガス規制未対応のために撤退したものの、これらのユーザーは中型のエルガミオにシフトしたため、納入先は依然として少数である。PK-適用車は江ノ電バス・北海道中央バス・京浜急行バスに導入されている。
観光RP系・AM系は、各地の日産ディーゼルユーザーに導入されているが、2000年以前の西工製車体は西日本鉄道（分離子会社を含む）や大阪空港交通、近江鉄道、伊豆箱根鉄道など一部に限られる。